# Monte Alegre do Sul
Monte Alegre do Sul es un municipio brasileño del estado de São Paulo. Se localiza a una latitud 22º40'55" sur y a una longitud 46º40'51" oeste, estando a una altitud de 750 metros. Su población estimada en 2004 era de 6.774 habitantes. Posee un área de 110,9 km².
Es uno de los 11 municipios paulistas considerados estancias hidrominerales por el Estado de São Paulo, por cumplir determinados requisitos definidos por Ley Estatal. Tal status garantiza a esos municipios un presupuesto mayor por parte del Estado para la promoción del turismo regional. 

## Demografía
Datos del Censo - 2000
Población Total: 6.321
- Urbana: 3.282
- Rural: 3.039
- Hombres: 3.218
- Mujeres: 3.103

Densidad demográfica (hab./km²): 57,00
Mortalidad infantil hasta 1 año (por mil): 10,43
Expectativa de vida (años): 74,42
Tasa de fertilidad (hijos por mujer): 1,90
Tasa de Alfabetización: 90,93%
Índice de Desarrollo Humano (IDH-M): 0,812
- IDH-M Salario: 0,749
- IDH-M Longevidad: 0,824
- IDH-M Educación: 0,862

(Fuente: IPEADATA)

### Carreteras
- SP-360

## Religión
El Cristianismo está presente en la ciudad de la siguiente manera:

### Iglesia Católica
La iglesia católica del municipio forma parte de la Diócesis de Amparo.

### Iglesia Protestante
En la ciudad están presentes las más diversas creencias evangélicas, principalmente pentecostales, incluidas las Asambleas de Dios de Brasil (la iglesia evangélica más grande del país), Congregación Cristiana, entre otras. Estas denominaciones están creciendo cada vez más en todo Brasil.

## Galería de fotos

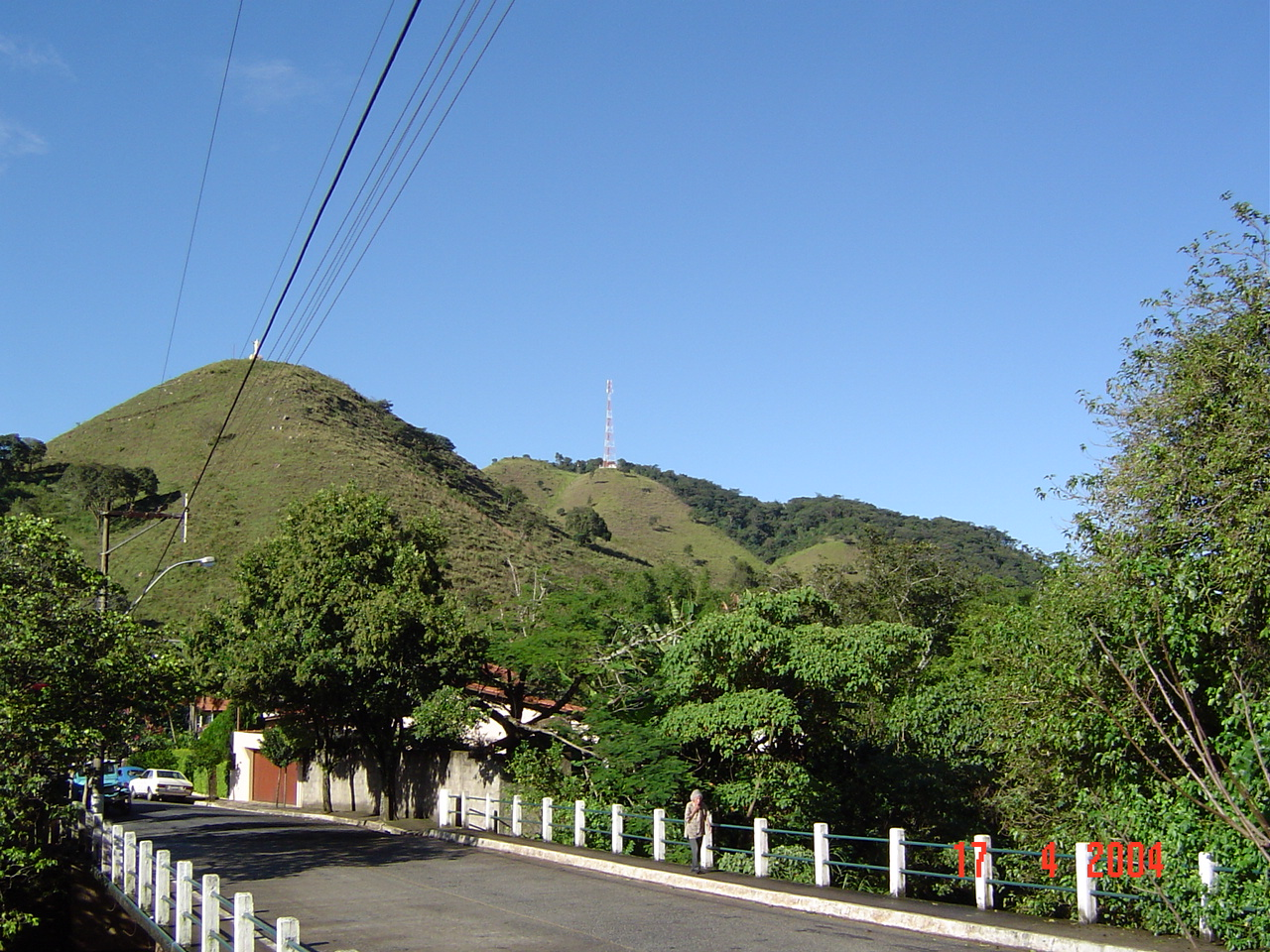
Puente
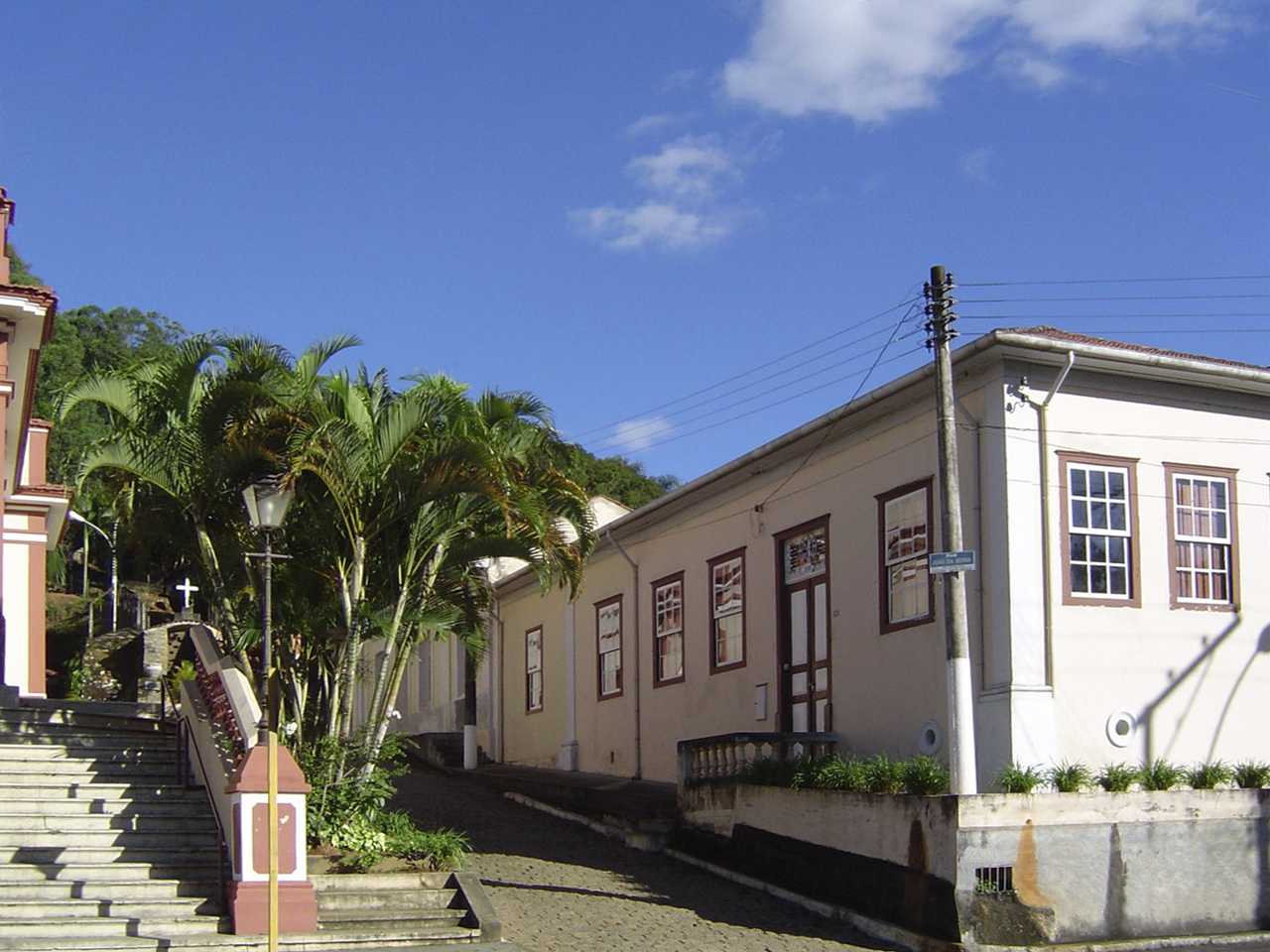
Casa parroquial
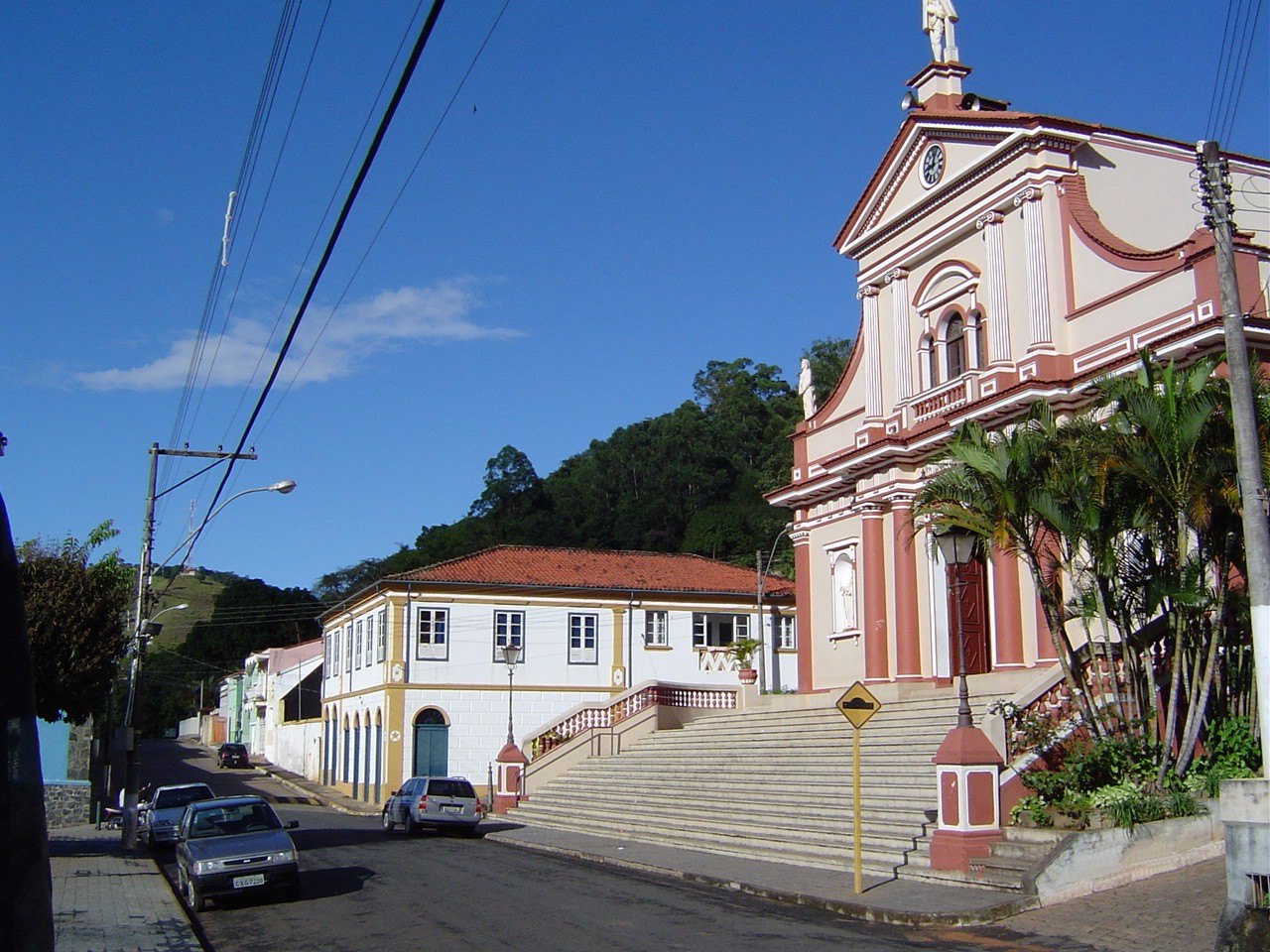
Iglesia principal